# 수원 창성사지 진각국사탑비
수원 창성사지 진각국사탑비(水原 彰聖寺址 眞覺國師塔碑, 영어: Stele for State Preceptor Jingak at Changseongsa Temple Site, Suwon)는 고려 우왕 12년(1386년)에 진각국사 천희(千熙, 1307년~1382년)를 추모하기 위하여 대한민국 수원 광교산 창성사 경내에 건립한 비석이다. 1963년 1월 21일 대한민국의 보물 제14호로 지정되었다.
진각국사는 충렬왕 33년에 출생하여 13세에 화엄종 반용사에 들어가 19세에 상풍선에 오른 고려말 화엄종사로서 왕은 “대화엄종사 선교도총섭”이라는 칭호를 주었다. 창성사가 폐사되어 1965년에 이 비를 매향동 현위치로 옮겼다.

## 현지 안내문
진각국사의 행적을 알리는 탑비로 창성사터에 있다. 직사각형의 비받침 위에 비몸돌을 세운 다음 지붕돌을 올려놓았다. 비문을 새긴 비몸돌은 마멸이 심하고 오른쪽 모서리가 떨어져 나갔으며, 지붕돌은 경사면이 완만하다.
비문에는 진각국사가 13세에 입문한 뒤 여러 절을 다니며 수행하고 부석사(浮石寺)를 중수하는 등 소백산에서 76세에 입적하기까지의 행적이 실려있다. 입적한 다음 해인 우왕 12년(1386) 광교산 창성사 경내에 이 비가 세워졌다.
간략화된 고려 후기 석비의 형식을 보이고 있으며, 칠곡 선봉사 대각국사비(보물)와 여주 신륵사 보제존자석종비(보물), 여주 신륵사 대장각기비(보물) 등과 비교할 만 하다. 글씨는 고려 전기의 힘있는 풍모가 사라진 투박한 것으로, 고려 후기의 글씨가 퇴보하였음을 보여준다. 비문은 이색이 짓고 승려인 혜잠이 글씨를 새겼다.

## 창성사지
창성사지는 수원시 장안구 상광교동 산41번지 일대에 있다. 현재 절터에는 건물의 기단석과 주춧돌이 남아있고, 여기저기 기와 조각이 흩어져 있다. 이 절은 고려시대부터 있었던 것으로 보이는데, 《신증동국여지승람》(新增東國輿地勝覽, 1530)에 나오고, 《범우고》(梵宇攷, 1799)에는 ‘예전에 폐했는데 지금은 수리하였다’는 기록이 있다. 이로 보아 임진왜란과 병자호란을 전후한 시기에 폐사되었다가 18세기에 중창되었음을 알 수 있다. 그러나, 1900년대에 편찬된 《사탑고적고》(寺塔古蹟考)에는 ‘전부 화전(火田)이 되었다. 담장 석렬이 있고 석비 1기가 있을 뿐이다.’라고 기록되어 19세기 말 이전에 폐사되었고, 진각국사탑비만 남아 있던 것을 알 수 있다.
한신대학교박물관에서 2014년부터 2016년까지 창성사지를 발굴·조사해서 진각국사비가 원래 있었던 자리를 밝혀냈다.

## 비문 내용
진각국사가 중국 항주에 가 휴휴암에서 몽산화상이 몸에서 빛을 발함을 꿈에서 보고, 임제종의 만봉시울(萬峯時蔚)의 법을 전해 받고 돌아온 사실. 이후 고려에 들어와 치악산과 낙산사 등에서 지냈는데, 공민왕이 국사로 추대하였으며 나옹이 공부선을 주재할 때 증명이 되었고 부석사를 중수한 사실, 다시 태어날 때로 돌아가서 화엄종으로 출가하여 승과에 급제하고 여러 사찰을 돌며 수학한 생애를 기술하였다. 음기에는 교종과 선종을 망라한 문도들과 재가신도들을 열거하였다.

## 현지 안내문
창성사지 진각국사탑비(水原 彰聖寺址 眞覺國師塔碑)는 고려 말 승려 진각국사 천희(千熙)의 탑비이다. 진각국사 천희는 1307년(충렬왕 33)흥해*경북 영일군 지역)에서 태어나 1319년(충숙왕6)에 출가하였다. 1325년(충숙왕 12)에 승과에 급제하여 김생사·부인사·개태사 등에 머물렀다. 1364년(공민왕 24) 중국 원(元)나라에 유학을 다녀온 후 1367년(공민왕 27) 국가(國師)에 봉해졌고 부석사 주지가 되어 무량수전 등을 보수하였으며 치악산과 금강산 등에 은거하다 1382년(우왕 8) 광교산 창성사에서 입적하였다. 시호를 진각(眞覺)이라 하였다. 이색이 지은 행장을 토대로 승려인 혜잠(惠岑)이 비문의 글씨를 새겨 1386년(우왕 12) 창성사 경내에 이 탑비를 세웠다.
직사각형 대석(㙜石) 위에 비신을 세우고 그 위에 우진각 지붕모양의 개석(蓋石)을 얹었는데, 대석이나 개석에 장식이 없어 간략화된 고려후기 비석의 소박함이 보이며 글씨 또한 기교를 배제하여 투박하지만 정제된 멋을 보여준다. 
조선후기 창성사의 쇠락과 함께 방치되다가 비신 앞면의 좌측과 하단, 그리고 뒷면 대부분이 훼손되었다. 원래는 광교산 창성사 터에 있었는데 1962년 매향동 방화수류정 언덕 옆의 현재 자리로 옮기고 비를 보호하기 위한 보호각을 지어 관리하고 있다.

## 사진

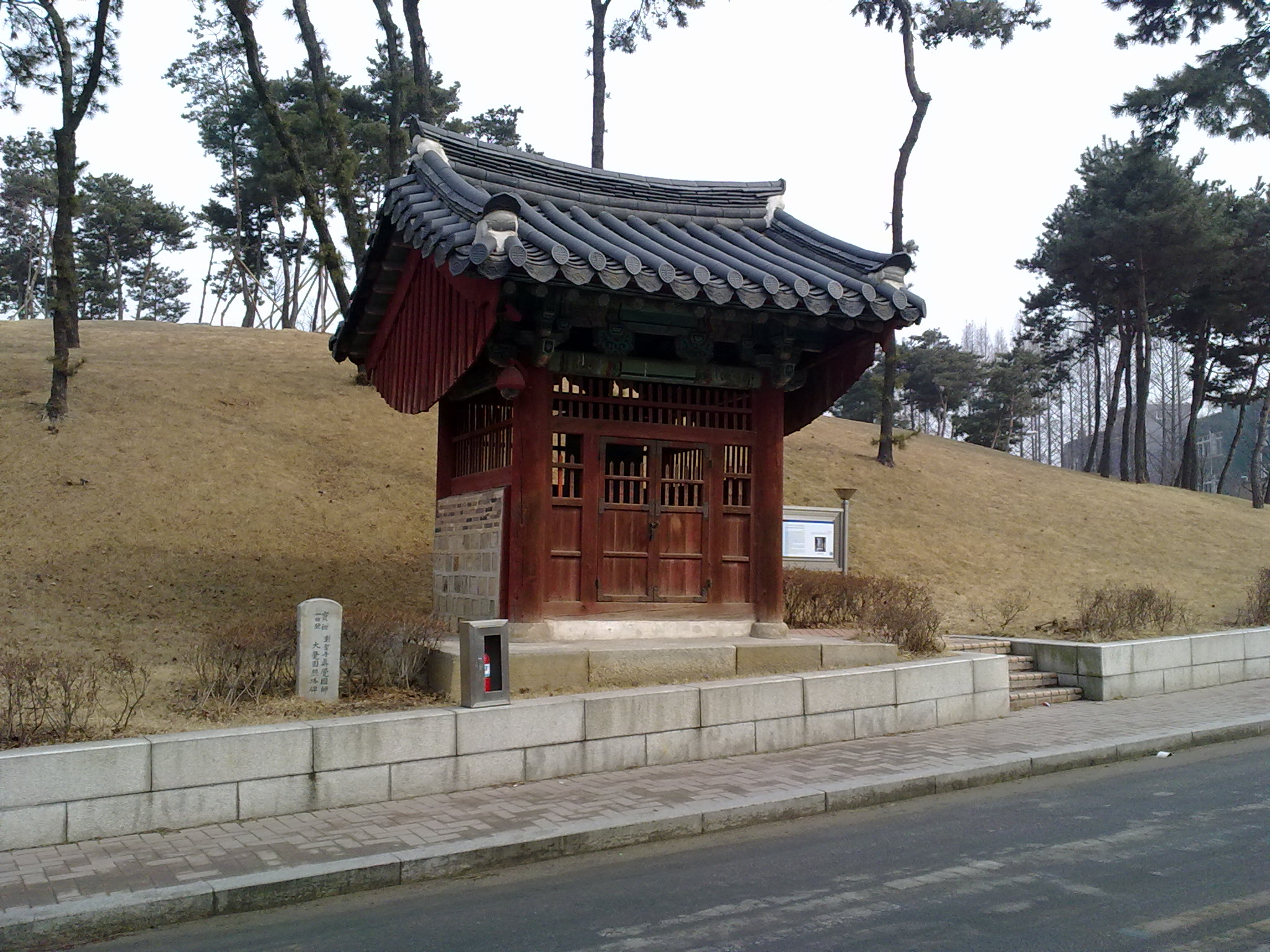
비각

## 같이 보기
- 수원 창성사지 - 경기도 기념물 제225호

## 참고 자료
- 수원 창성사지 진각국사탑비 - 국가유산청 국가유산포털
- (3D 입체영상) 수원 창성사지 진각국사탑비 - 유튜브